# Rodilândia
Rodilândia é um pequeno bairro de Nova Iguaçu que fica entre os bairros de Comendador Soares e Austin. O principal acesso ao bairro do Rodilândia é a saída 185 da Rodovia Presidente Dutra (BR 116). Uma antiga fábrica de cigarros e a fábrica da Coca Cola são as principais referências para chegar ao Rodilândia.
O nome do bairro é uma referência ao anel rodoviário localizado na Rodovia Presidente Dutra, na entrada do bairro.
Rodilândia possuí 7 subbairros: Fonte Nova,Vila Vargas, Royal, Km 43, São Joaquim, Linda Vista e Vista Alegre.

## Delimitação
062 – BAIRRO RODILÂNDIA - Começa no encontro do Ramal Ferroviário de Passageiros da Flumitrens com a BR116-Rod. Presidente Dutra. O limite segue pelo eixo da BR116 – Rod. Presidente Dutra até a Rua Flórida, segue por esta (excluída) até a Av. Luís Mário da Rocha Lima, segue por esta (excluída) até a Rua João Batista de Lima, segue por esta e por seu prolongamento (excluída) até o Ramal Ferroviário de Passageiros da Flumitrens, pelo eixo deste até o ponto inicial desta descrição. Rodilândia faz parte de um dos Sub Bairros de Austin.